# Geschichte der Religionen in Leipzig
Dieser Artikel skizziert die geschichtliche Entwicklung der Religionsgemeinschaften in der Stadt Leipzig. Im Stadtgebiet gibt es mehr als 70 Religionsgemeinschaften, wobei nur rund 16 Prozent der Einwohner einer der großen christlichen Kirchen angehören (Stand 2015).

## Geschichte der christlichen Kirchen
Die Bevölkerung der Stadt Leipzig gehörte anfangs zum Bistum Merseburg. Die Stadt war bereits ab 968 Sitz des Archidiakonats des Domdechanten des Hochstifts Merseburg.

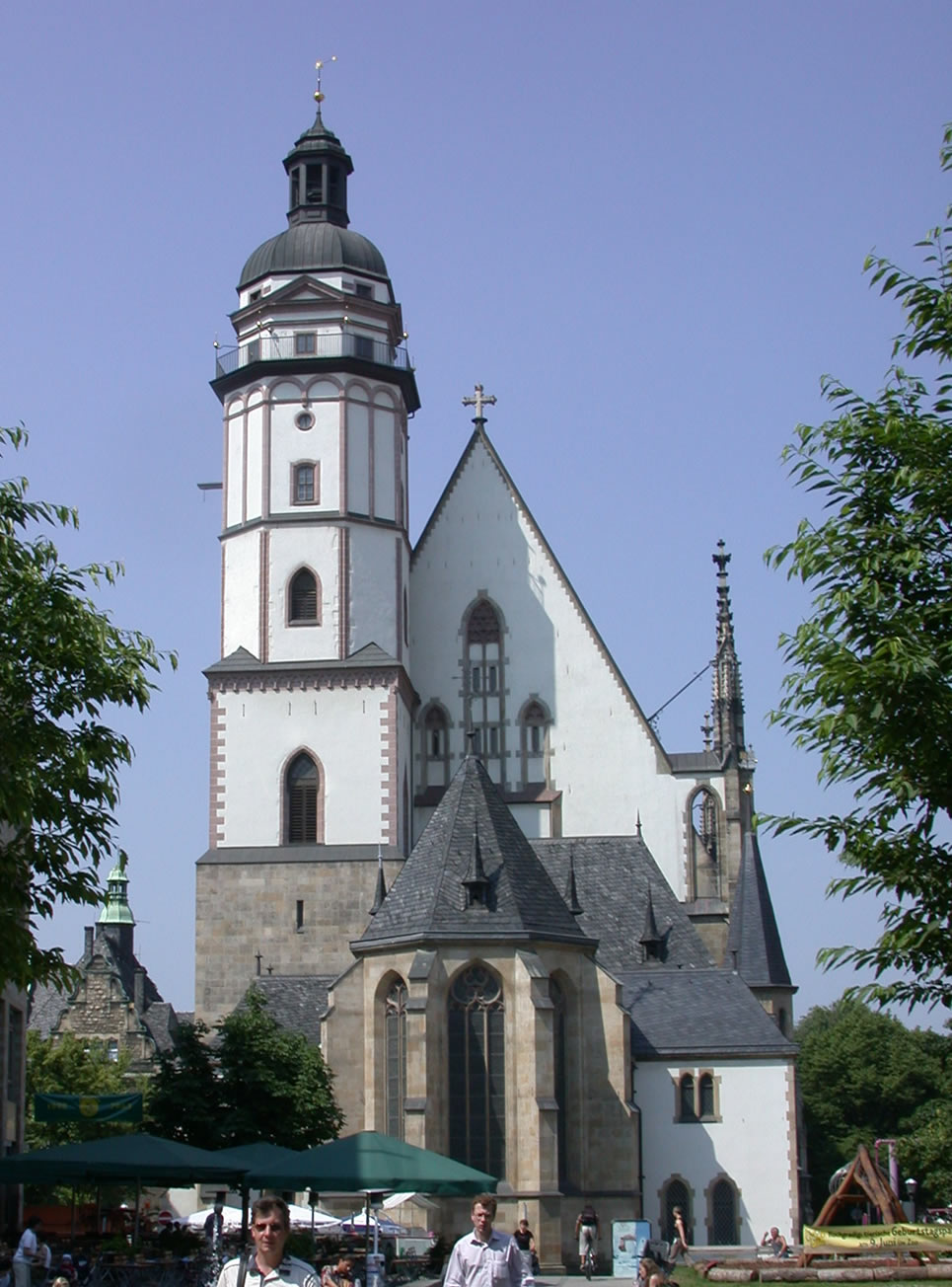
Thomaskirche

Im 13. Jahrhundert entstanden vier Klöster: St. Paul (Dominikaner), St. Thomas (Augustiner-Chorherren), Zum Heiligen Geist (Franziskaner) und St. Georg (Zisterzienserinnen, später Benediktinerinnen).
Erste lutherische Predigten wurden bereits 1522 abgehalten, doch wurde die Reformation zunächst noch stark unterdrückt, durch Herzog Heinrich von Sachsen jedoch im Jahre 1539 endgültig eingeführt. Dabei wurden die Klöster aufgelöst, ihre Buchbestände zum Teil in die neuerrichtete Bibliothek der Universität überführt. Danach war Leipzig über viele Jahrhunderte eine überwiegend protestantische Stadt. Zunächst gab es nur Lutheraner. Seit 1702 wurden im kurfürstlichen Amtshause auch reformierte Gottesdienste gehalten. Die sich hieraus entwickelnde Gemeinde gehört heute zur Evangelisch-reformierten Kirche mit Sitz in Leer (Ostfriesland). Die Lutherischen Gemeinden der Stadt gehörten zur Superintendentur Leipzig, die wohl bald nach der Reformation errichtet worden war. Heute bezeichnet man diesen Verwaltungsbezirk als Kirchenbezirk. Später gab es zwei Kirchenbezirke, die 1997 fusionierten. Somit gehören heute alle Kirchengemeinden der Stadt zum Kirchenbezirk Leipzig, der zur Region Leipzig der Evangelisch-Lutherischen Landeskirche Sachsens gehört. Der Kirchenbezirk umfasst auch Gemeinden außerhalb der Stadt. Innerhalb der Landeskirche gibt es auch eine Landeskirchliche Gemeinschaft.
1954 und 1997 fand der Deutsche Evangelische Kirchentag in Leipzig statt. Am 26. Evangelischen Kirchentag vom 19. bis 22. Juni 1997, der unter der Losung Auf dem Weg der Gerechtigkeit ist Leben stand, nahmen 98.000 Dauergäste teil. Veranstaltungsorte waren – neben Kirchen und Messehäusern – vor allem das neue und das alte Messegelände. Beim Schlussgottesdienst im Zentralstadion predigte der Erfurter Propst Heino Falcke. Die beiden Leipziger Kirchentage und der Kirchentag in Dresden 2011 waren die bisher einzigen in einer ostdeutschen Stadt.
2019 hatte die Evangelisch-Lutherische Kirche in Leipzig 34 Gemeinden mit 66.571 Gemeindegliedern (2015: 63.847).

### Katholische Kirche

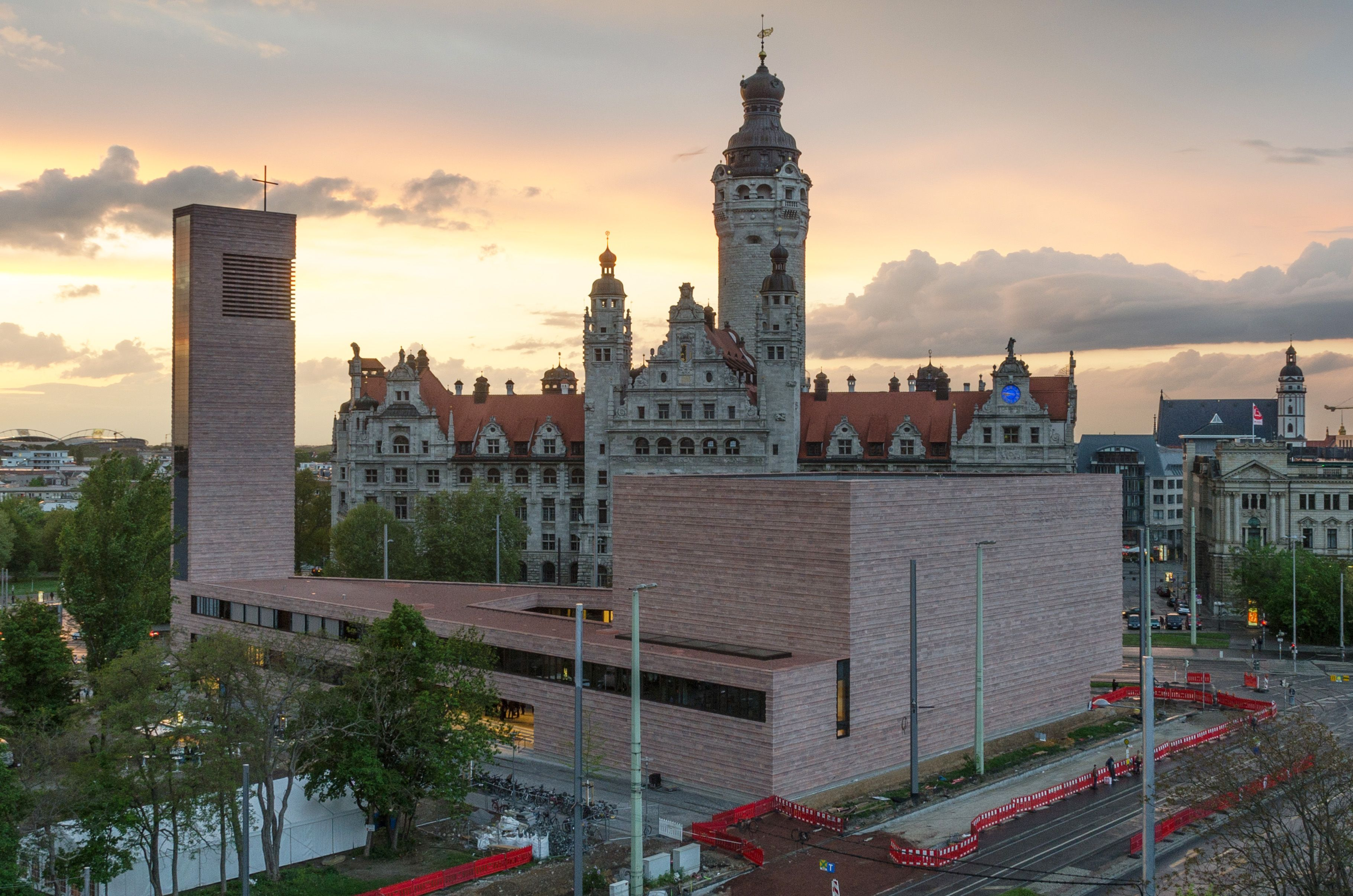
Die neue Propsteikirche St. Trinitatis gegenüber dem neuen Rathaus

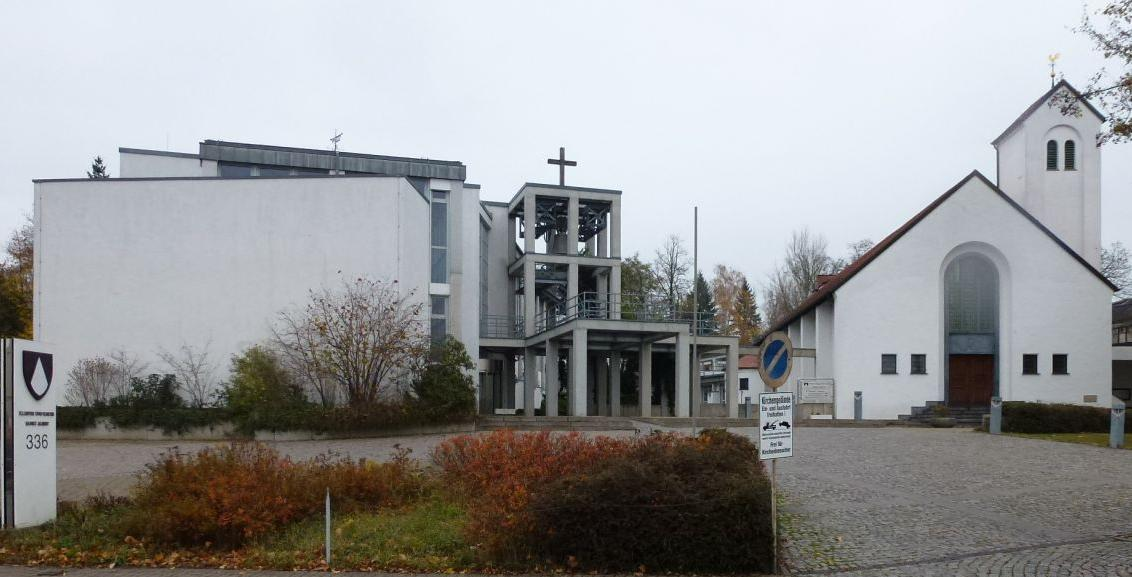
Dominikanerkloster in Wahren, Wirkungsstätte von Aurelius Arkenau

Seit 1697 gab es in Leipzig wieder katholische Gottesdienste. Diese wurden jedoch nur privat in der Wohnung des italienischen Operndirektors Sartorius abgehalten. 1710 stellte Kurfürst August der Starke die ehemalige Hofstube der Pleißenburg für öffentliche Gottesdienste zur Verfügung. Doch war es nichtlutherischen Bewohnern sogar bis 1831 nicht gestattet, Bürger der Stadt oder gar Ratsmitglied zu werden. Aus diesen Anfängen gründeten sich später wieder eigenständige Pfarrgemeinden. Sie gehörten wie alle Katholiken im damaligen Königreich Sachsen zum Apostolischen Vikariat mit Sitz in Dresden, das seit 1743 zuständiger Verwaltungsbezirk in der Nachfolge der in der Reformationszeit aufgelösten Bistümer war. Aus diesem Verwaltungsbezirk entstand 1921 das Bistum Meißen, seit 1980 Bistum Dresden-Meißen, das heute zur Kirchenprovinz Berlin (Erzbistum Berlin) gehört. Leipzig wurde innerhalb des Bistums Meißen bereits 1921 Sitz eines Dekanats, zu dem heute auch Pfarrgemeinden außerhalb von Leipzig gehören. Katholische Hauptkirche der Stadt ist die Propsteikirche St. Trinitatis, die am 19. Mai 2015 eingeweiht wurde. 2016 fand der 100. Deutsche Katholikentag in Leipzig statt.
2019 hatte die Katholische Kirche in Leipzig 8 Pfarreien mit 33.557 Gemeindemitgliedern (2015: 32.167).

### Evangelische Freikirchen

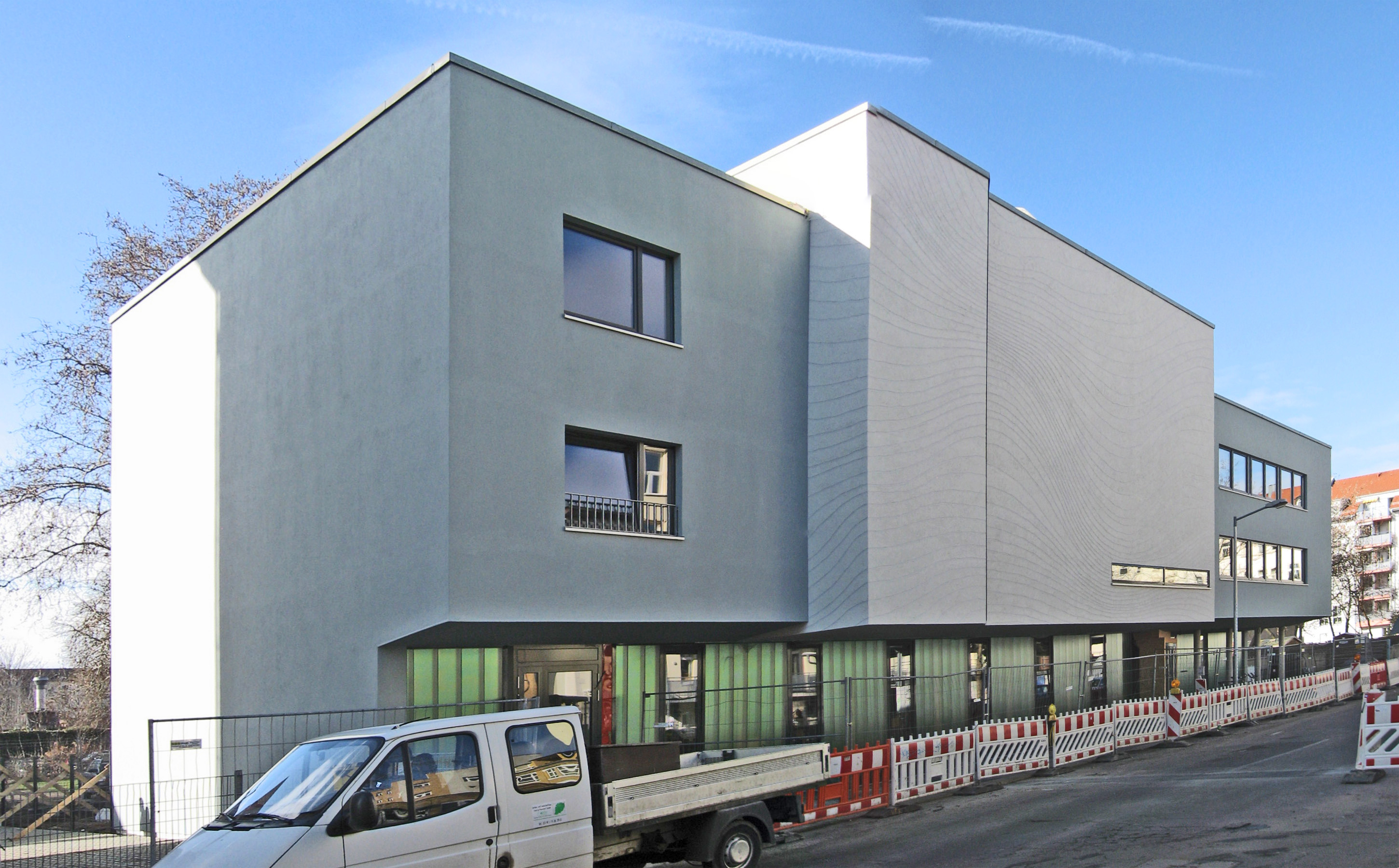
Baptistisches Gemeindezentrum Leipzig

Der Bund Evangelisch-Freikirchlicher Gemeinden (BEFG) ist in Leipzig mit einer Baptisten- und drei Brüdergemeinden vertreten. Die Wurzeln der Leipziger Baptistengemeinde liegen in der mittelsächsischen Kleinstadt Oederan. Dort hatte sich 1864 eine baptistische Gemeinde konstituiert, die trotz heftiger Verfolgungen seitens kirchlicher und staatlicher Behörden eine starke missionarische Ausstrahlung besaß und über Zweiggemeinden in Zwickau, Meerane und Altenburg verfügte. 1881 wurde der Gemeindesitz von Oederan nach Leipzig verlegt. Damals zählte die Gemeinde um die 40 gläubig getaufte Mitglieder. Bereits um 1909 war die Gemeinde auf gut 150 angewachsen. 2009 errichtete die Gemeinde, die 2015 226 Mitglieder hatte, an der Bernhard-Göring-Straße 18–20 ein neues Gemeindezentrum (siehe Bild!). Die Brüdergemeinden haben ihre Gemeindezentren in der Jacobstraße 17 (EFG Jacobstraße Leipzig; 2015: 156 Mitglieder), Schiebestraße 32 (Hofgemeinde Leipzig; 2015: 116 Mitglieder) und in der Karlsruher Straße 29 (Grünauer Oase; 2015: 15 Mitglieder).
Neben den Baptisten gibt es in Leipzig eine größere Anzahl weiterer Freikirchen. Dazu gehören eine Elim-Gemeinde, die zum Bund Freikirchlicher Pfingstgemeinden gehört, die Evangelisch-methodistische Kirche, eine Freie evangelische Gemeinde (FeG), die Heilsarmee, eine Mennonitische Brüdergemeinde (Treffpunkt Jesus), die Siebenten-Tags-Adventisten, eine Gemeinde der Calvary Chapel und eine Gemeinde der Apostolischen Pfingstgemeinde. Die Methodisten verfügen mit der Kreuzkirche und der Bethesdakirche über zwei methodistische Kirchengebäude in der Stadt. Die Adventisten nutzen seit 1951 eine bereits 1891 erbaute Villa als Gemeindezentrum (Adventhaus). Die Mennoniten nutzen Gemeinderäume im Stadtzentrum.

### Altkonfessionelle Kirchen
Neben den Gemeinden der Evangelisch-Lutherischen Landeskirche bestehen in Leipzig auch Gemeinden der altkonfessionellen Evangelisch-Lutherischen Freikirche (ELFK) und der
Selbständigen Evangelisch-Lutherischen Kirche (SELK). Daneben ist auch die Altkatholische Kirche und die Anglikanische Kirche mit je einer Gemeinde in Leipzig vertreten.

### Orthodoxe Kirche

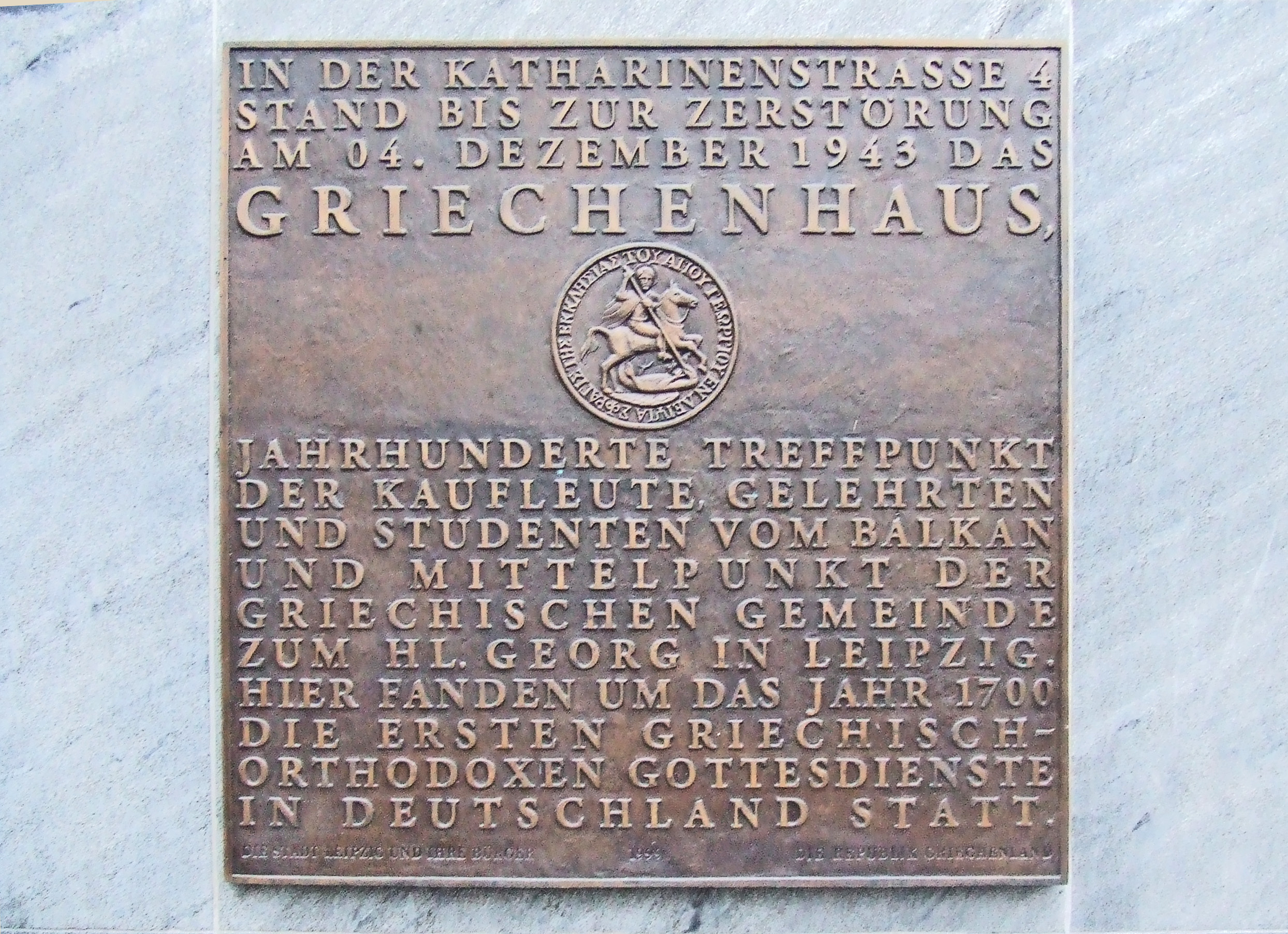
Tafel am Café Pinguin zur Erinnerung an das Griechenhaus

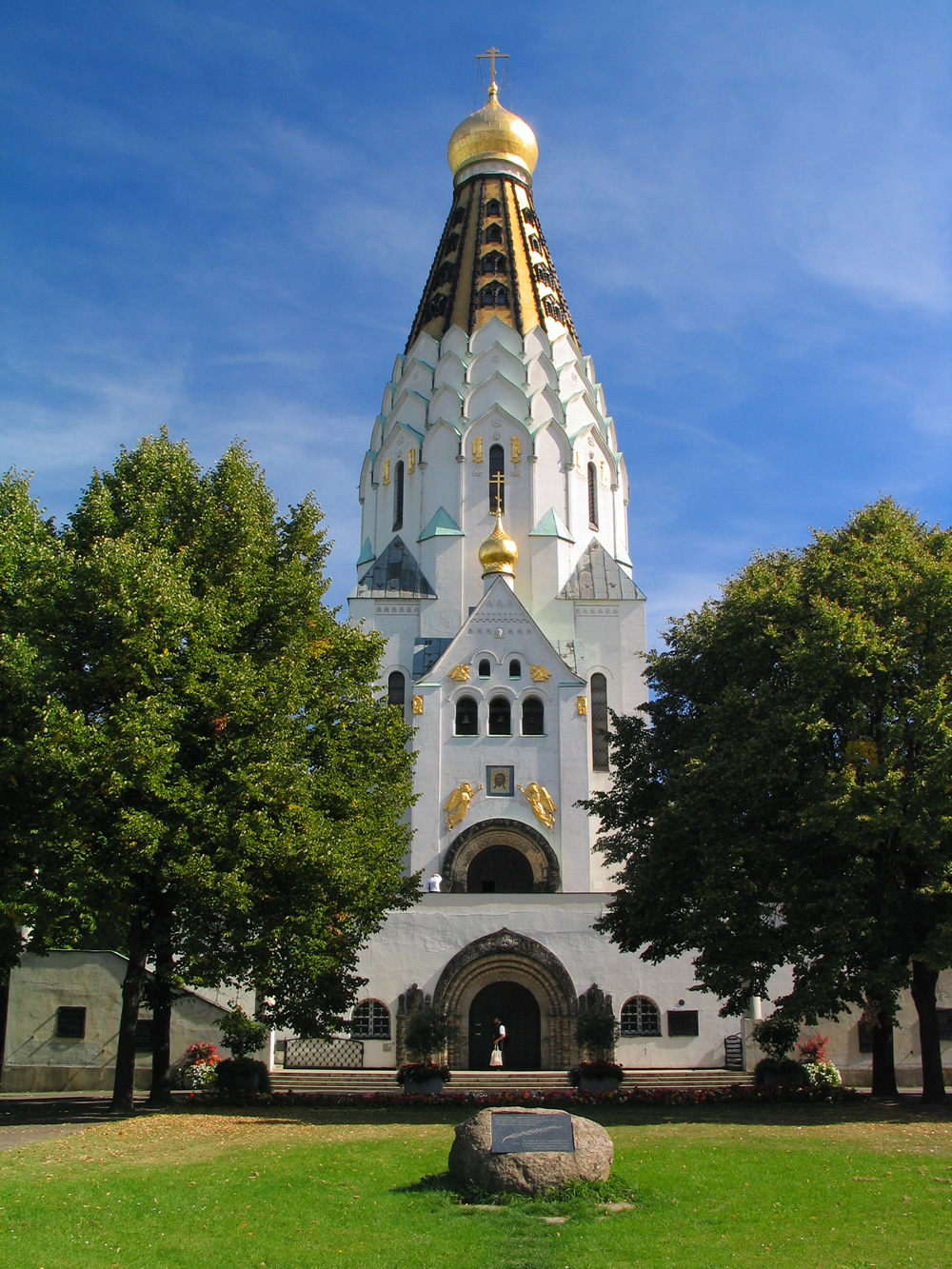
Russische Gedächtniskirche

Die ersten orthodoxen Gottesdienste fanden um 1700 im Griechenhaus (einem Handelshof griechischer Kaufleute) statt. Später verfügte die Gemeinde Hl. Georg über eigene Räume. Am 26. Juli 2015 wurde in Leipzig-Zuckelhausen der Grundstein für eine neue orthodoxe Kirche gelegt, der Kapelle des Heiligen Georg, in der  griechisch-orthodoxe Gottesdienste ebenso wie solche der  Rumänisch-orthodoxen Kirchgemeinde des Heiligen Georg zu Leipzig gefeiert werden.
Seit 1913 befindet sich in Leipzig auch ein großes russisch-orthodoxes Gotteshaus. Die Sankt-Alexi-Gedächtniskirche zur Russischen Ehre wurde anlässlich der 100-Jahr-Feier der Völkerschlacht mit Spenden aus Russland und Deutschland in der Nähe des Völkerschlachtdenkmals errichtet. Sie untersteht der Diözese der Orthodoxen Kirche Russlands in Deutschland. In der Gemeindeliste sind ca. 300 Mitglieder verschiedener Nationalitäten eingetragen.
Schließlich wurde 2015 die  syrisch-orthodoxe Gemeinde St. Severus in Leipzig als bisher einzige in den neuen Bundesländern gegründet und ist Bestandteil der Erzdiözese der syrisch-orthodoxen Kirche von Antiochien in Deutschland unter der Leitung des Metropoliten Mor. Philoxenus Mattias Nayis. Die Gemeinde beabsichtigt, in Leipzig-Mölkau ein Industriegebäude durch leichte bauliche Veränderungen (Fenster, Kuppeldach, Altar) zu einem Gemeindezentrum umzubauen.

### Weitere christliche Kirchen und Glaubensgemeinschaften
Die Neuapostolische Kirche hat zwei Gemeinden in der Stadt. Die Apostolische Gemeinschaft ist mit einer Gemeinde vertreten, ebenso die Kirche Apostelamt Jesu Christi. Als weitere Religionsgemeinschaften gibt es in Leipzig die Christengemeinschaft sowie die Kirche Jesu Christi der Heiligen der Letzten Tage (Mormonen).
Heute gehören 80 % der Bevölkerung keiner Religion an.

## Geschichte der Jüdischen Gemeinde

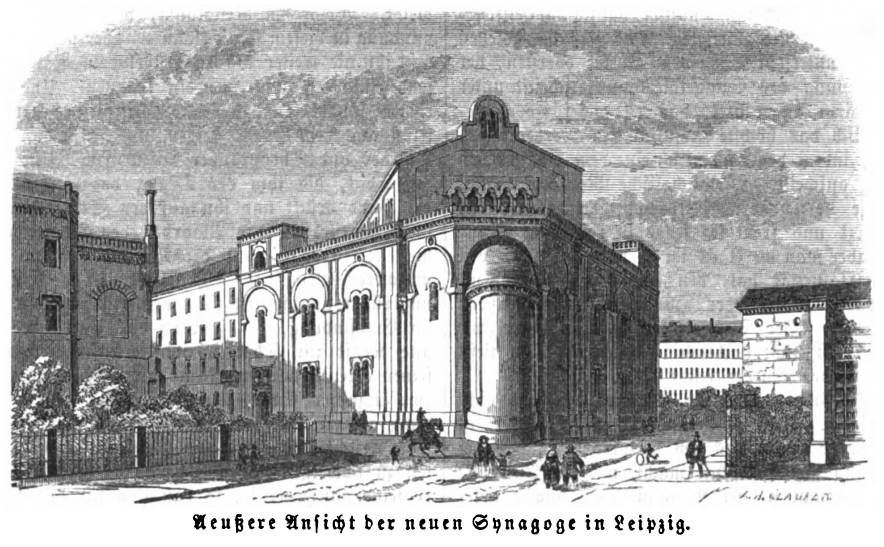
Die Große Gemeindesynagoge in der Gartenlaube (1854)

Eine erste jüdische Gemeinde existierte in Leipzig bereits im Mittelalter, bis 1441. In den folgenden Jahrhunderten war das jüdische Leben vor allem von den Messjuden geprägt, die als Kaufleute die Leipziger Messe besuchten. Seit 1710 durften sich auch Schutzjuden, die direkt dem Kurfürsten unterstanden und für diesen vor allem Geldgeschäfte abwickelten, in Leipzig niederlassen. Am Leipziger Brühl richteten jüdische Pelzhändler nach dem Siebenjährigen Krieg einen orthodoxen Gebetsraum ein. 1820 wurde eine Reformsynagoge errichtet, die allerdings nur während der Leipziger Messe in Betrieb war. 1846 wurde die heutige Israelitische Religionsgemeinde zu Leipzig gegründet. Am 10. September 1855 wurde die erste Leipziger Synagoge eingeweiht, die nach Plänen von Otto Simonson gebaut worden war. Die Israelitische Religionsgemeinschaft zählte mit 12.594 Angehörigen im Jahr 1925 zu der sechstgrößten Deutschlands. Mit der Gründung der Höheren Israelitischen Schule durch den Rabbiner Ephraim Carlebach erhielt Leipzig 1912 die erste jüdische Schule in Sachsen. In Leipzig waren 1929 von 794 Rauchwarenhändlern am Brühl mehr als die Hälfte jüdischer Herkunft – der Leipziger Schriftsteller und gelernte Kürschner Edgar Hilsenrath entstammt einer solchen Familie. Nach der Naziherrschaft mit Deportation und Holocaust verblieben bis nach dem Krieg noch etwa 200 Juden in Leipzig. Während der DDR-Zeit schrumpfte die Zahl der Gemeindemitglieder weiter auf 35. Erst durch den Zuzug von Juden aus den Nachfolgestaaten der Sowjetunion nach deren Auflösung wuchs diese Zahl bis 2019 wieder auf 1196 an. Heute gibt es in Leipzig nur noch eine von ehemals 17 Synagogen.
Ein neues Kultur- und Begegnungszentrum „Ariowitsch-Haus“ wurde ab 2006 gebaut und im Mai 2009 eröffnet.

## Islam

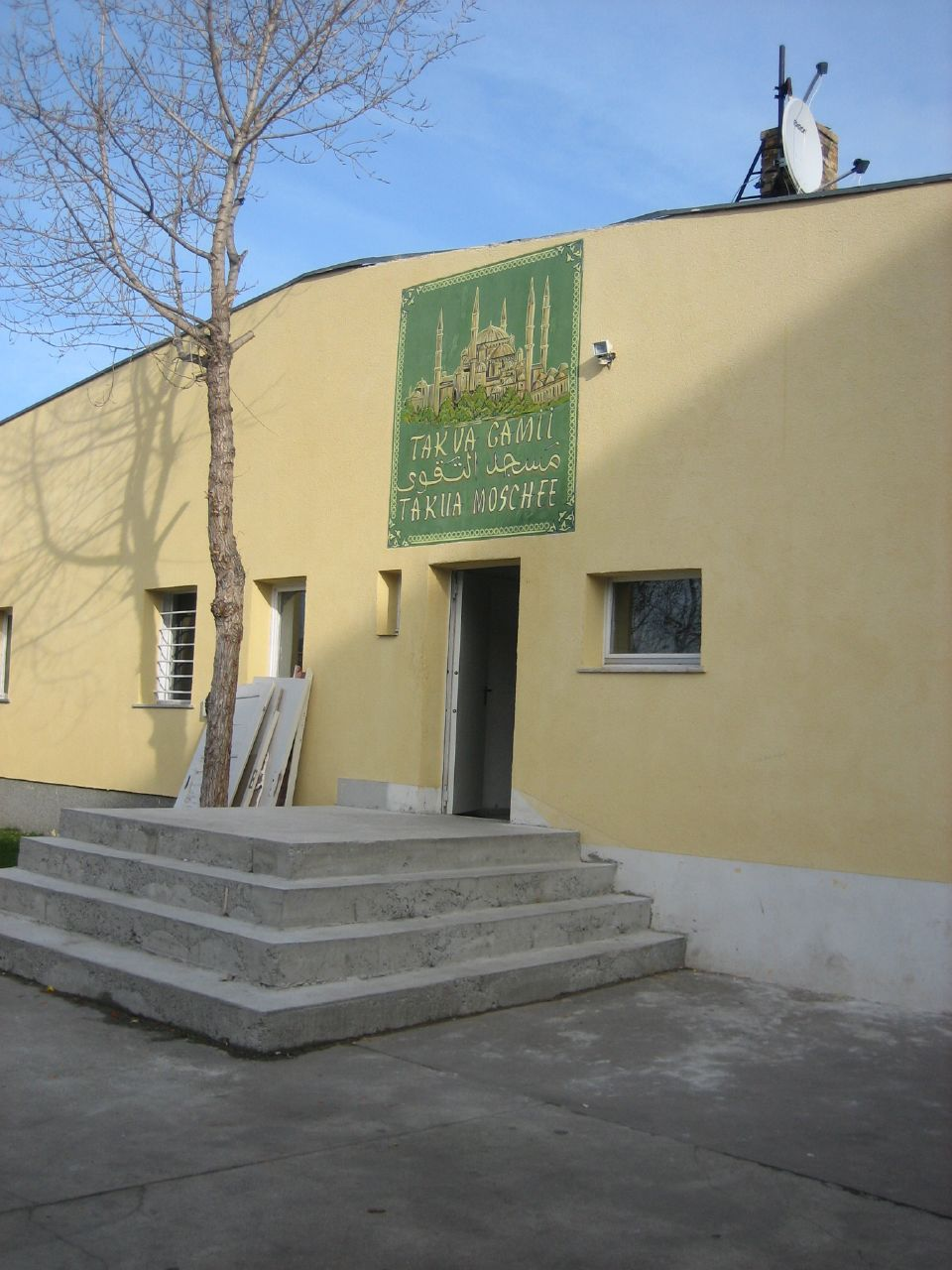
Takva-Moschee in Leipzig

In Leipzig gab es 2003 etwa 500 Muslime. Für Ende 2017 wurde die Zahl der in Leipzig lebenden Menschen mit einem muslimischen Hintergrund auf 24 000 geschätzt; diese Zahl basiert jedoch auf der Gesamtzahl der Migranten aus islamisch geprägten Ländern, die sich keiner anderen Religion zuordnen lassen und schließt somit auch eine unbekannte Zahl nicht religiöser Menschen mit ein. Die islamische Gemeinde in Leipzig ist durch Konvertiten, ausländische Studenten, in dritter Generation in Deutschland lebende türkischstämmige Familien und Asylbewerber geprägt.
Die sunnitische Takva-Moschee (Takva Camii) gehört zum Leipziger Zentrum für islamische Kultur und Forschung, die Gemeinde gibt es seit 1998.
Die ebenfalls sunnitische Al-Rahman-Moschee befindet sich in zwei umfunktionierten Bürohäusern in einem Gewerbegebiet in der  Nordvorstadt nördlich des Leipziger Hauptbahnhofs, diese Gemeinde besteht seit 1993 und wird vom Landesamt für Verfassungsschutz Sachsen dem  Salafismus zugeordnet. Der Deutsch-Syrer Hassan Dabbagh ist dort seit 1995 Leiter des Moscheevereins und Imam.
Des Weiteren gibt es in Leipzig die Eyüp-Sultan-Moschee der DITIB, eine pakistanische Moschee, eine Ahmadiyya-Gemeinde, das Islamische Al-Sahra-Center und das  Islamische Kulturzentrum der Bosniaken (El-Furkan-Moschee).
Die Ahmadiyya-Gemeinde mit ihren knapp hundert Mitgliedern kündigte 2013 einen Moschee-Neubau im Stadtteil  Gohlis an. Gegen die Pläne formierte sich eine Bürgerinitiative, der eine Nähe zur rechtsextremen NPD vorgeworfen wurde. Islamfeinde spießten auf dem Grundstück Schweinsköpfe auf, legten ein totes Ferkel ab. Gegen diese Aktivitäten bildete sich wiederum eine Initiative Weltoffenes Gohlis. 2015 wurde ein Architektenwettbewerb durchgeführt, bei dem der Entwurf von Mustafa Ljaic aus Stuttgart einstimmig den 1. Preis belegte. Er wurde dafür gelobt, dass er, "kaum größer als ein Eigenheim", Offenheit, Frieden und Toleranz ausstrahlt. 16 Meter hoch soll das Minarett werden und bleibt damit unter der Höhe der meisten Häuser der Umgebung. Die transparente Kuppel soll bei Dunkelheit matt leuchten. Im Oktober 2021 wurde die Baugenehmigung erteilt, damals war der Zeitpunkt eines Baubeginns nicht bekannt.

## Buddhistische Initiativen

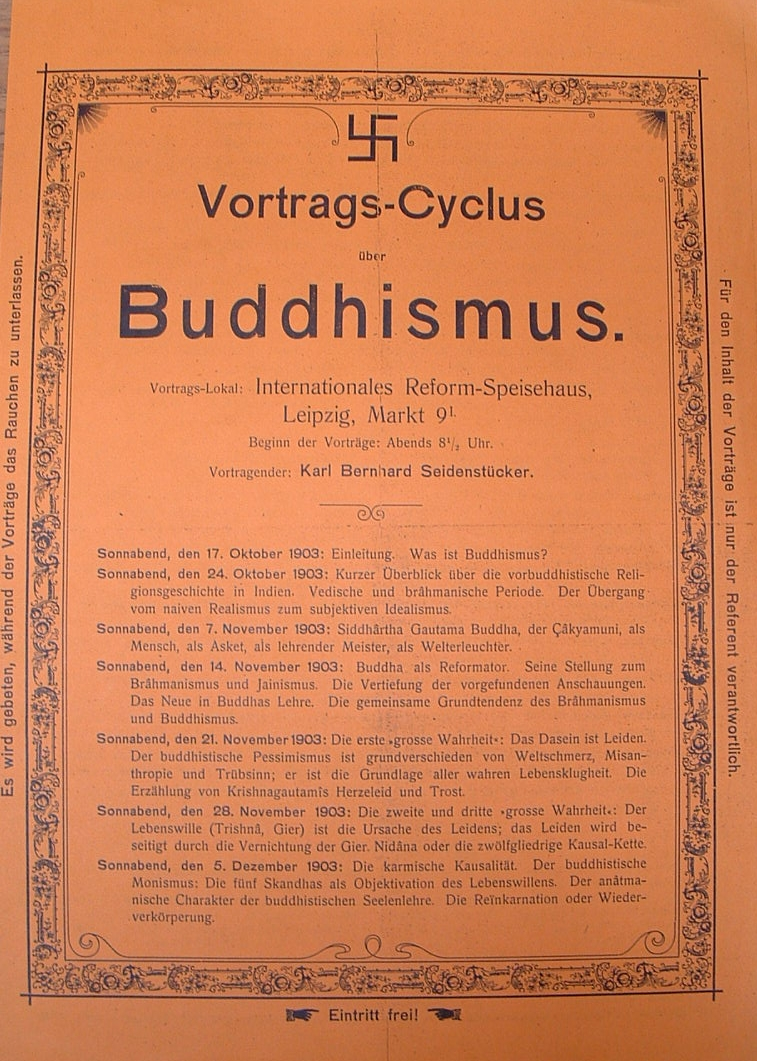
Vortragszyklus 1903

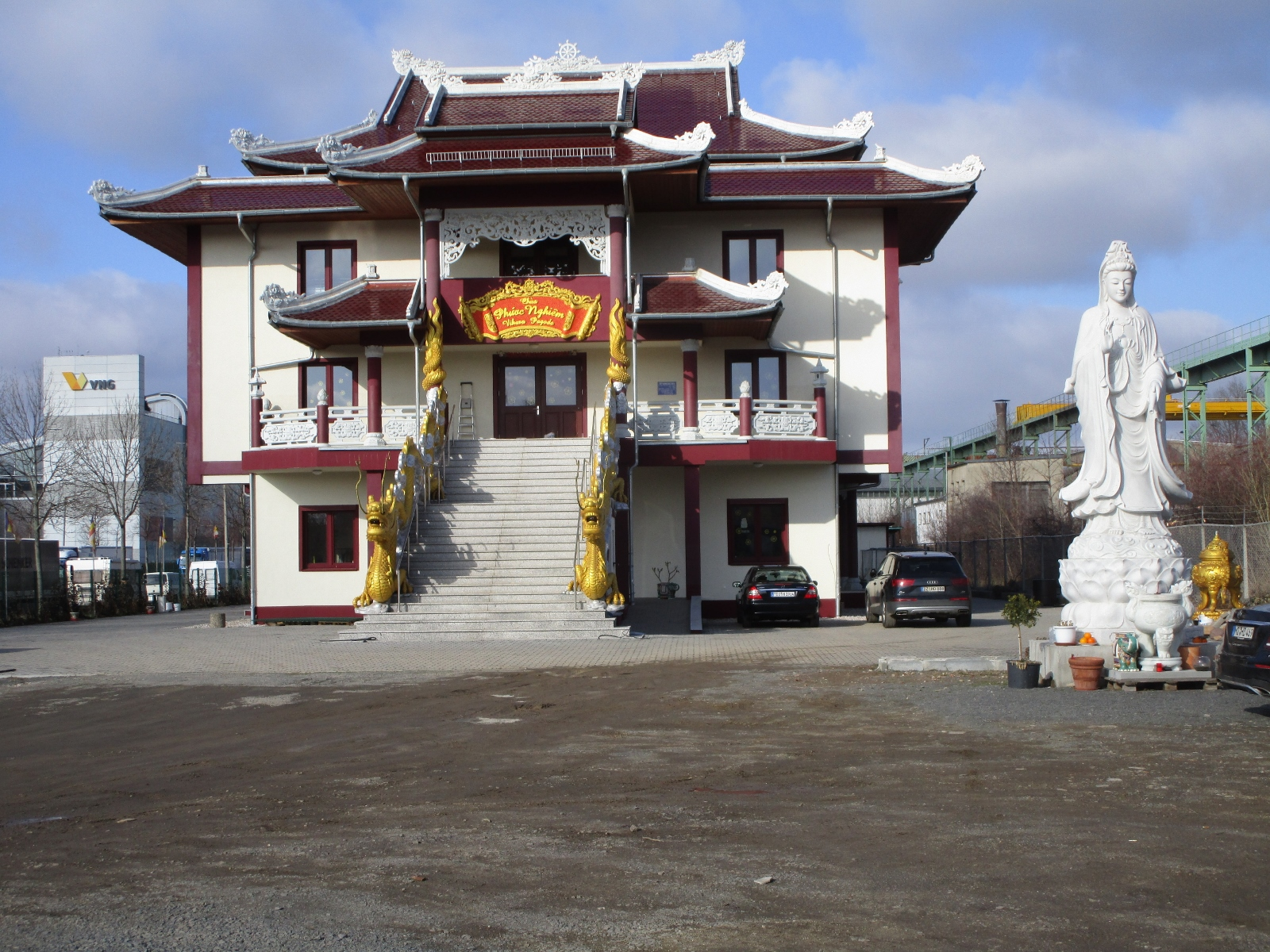
Vietnamesische Pagode in der Braunstraße (Schönefeld)

Schon am Ausgang des 19. Jahrhunderts gilt Leipzig als ein Zentrum von Indologie und Buddhismus. Karl Eugen Neumann hatte seine höhere Schulbildung hier erhalten und schließlich in den 1890er Jahren die bahnbrechende Übersetzung der Mittleren Sammlung hier veröffentlicht. Später war es der Indologe Karl Seidenstücker, der am 15. August 1903 in Leipzig die erste buddhistische Organisation im Deutschen Kaiserreich, den „Buddhistischen Missionsverein für Deutschland“ gegründet hat. Mit einem Vortragszyklus zwischen dem 17. Oktober 1903 und dem 26. März 1904 schrieb Seidenstücker in seiner Universitätsstadt ein neues Kapitel in der Geschichte des deutschen Buddhismus. Sein hier gegründeter Buddhistischer Missionsverlag und dessen Publikationen waren für viele Buddhismusinteressierte eine erste Informationsquelle.
Ab 1933 tritt der Buddhismus in Leipzig für mehr als ein halbes Jahrhundert kaum mehr in Erscheinung. Erst seit den 1990er Jahren gibt es wieder ein stärkeres Interesse an Buddhismus. Das Zentrum des Diamantweg Buddhismus am Rabensteinplatz und das Zen-Dôjô Leipzig sind dafür ein lebender Beweis. Im Gewerbegebiet im Ortsteil  Schönefeld wurde 2016 ein buddhistischer Tempel (Pagode Phước Nghiêm) eingeweiht, laut Bild-Zeitung "der erste Tempelneubau des Ostens". Seit 2003 gibt es eine vietnamesisch-buddhistische Initiative in der Nachbarstadt Taucha, die einen Tempel errichten will.